# Lily Chou-Chou
Lily Chou-Chou (リリイ・シュシュ?) è un personaggio di fantasia, protagonista del romanzo del 2001 Lily Chou-Chou no subete di Shunji Iwai e dell'omonimo film da lui diretto. Il personaggio è rappresentato in entrambe le opere come una cantante dall'aspetto elusivo e con un fandom che la venera come una dea. Per registrare le sue canzoni nel film fu formato un gruppo musicale temporaneo anch'esso chiamato Lily Chou-Chou (Lily Chou-Chou?), poi riformatosi in pianta stabile nel 2010 in occasione del decimo anniversario dall'uscita del film.
Il nome "Lily Chou-Chou" si riferisce al personaggio di finzione e non alla vocalist del gruppo, ruolo ricoperto dalla cantante Salyu.

## Ideazione
Il personaggio di Lily Chou-Chou è stato ideato dallo scrittore e regista Shunji Iwai per un suo progetto sperimentale, un "romanzo online" che si sarebbe composto spontaneamente attraverso i messaggi degli utenti sulla BBS Lilyholic, da lui fondata e pilotata; lo scrittore assumeva cioè varie identità fittizie scrivendo messaggi che impostavano i temi della conversazione e a cui poi rispondevano veri utenti, ignari di star interagendo con lui.
Man mano che la BBS si riempiva di messaggi, Iwai sviluppava delle "prove" dell'esistenza di Lily Chou-Chou registrando le sue canzoni con una band formata per l'occasione. Si tratta quindi di un caso di fandom indotto, generatosi a priori, in assenza di un oggetto di interesse e prima ancora dell'esistenza di qualcosa di effettivo da fruire.

## Storia del gruppo
Iwai ha ideato un dettagliato background per il personaggio di Lily Chou-Chou, raccontato nel romanzo e integrato con ulteriori dettagli nel successivo film.
Lily Chou-Chou è il nome d'arte della cantautrice Keiko Suzuki (鈴木圭子?, Suzuki Keiko), nata l'8 dicembre 1980 alle 22:50, ovvero il giorno e l'ora della morte di John Lennon. Debutta nel 1995 come vocalist e paroliera per la band indie Philia (フィリア?, Firia), guidata dal musicista e compositore Katsuro Kayama (加山葛比路?, Kayama Katsuro). I Philia debuttano il 21 febbraio 1995 col singolo Addiction (アディクション?, Adikushon), che raggiunge la posizione numero 1 in classifica, seguito da Abnormality (Abnormality?) e Manic & Depressive (マニック&デプレッシヴ?, Manikku ando Depuresshivu), e poi dall'album Manic & Depressive. I fan di Lily Chou-Chou solista non apprezzano Kayama, odiano leggere che potrebbe essere coinvolto nella sua carriera solista, e tendono ad allontanare la loro beniamina dalla musica dei Philia, arrivando a ipotizzare che i testi non siano davvero della vocalist e che ci sia dietro un ghostwriter. In ogni caso, la band si scioglie nel 1997 e Kayama passa alla band major Yellow Fellows (イエロウフェロウズ?, Iero Ferōzu).
Il fandom di Lily Chou-Chou è composto in massima parte da ragazzi molto giovani che hanno verso di lei un'adorazione fanatica estrema, al punto che un suo fan si è suicidato come gesto polemico verso il suo secondo album Kokyū, e in generale i suoi detrattori la vedono come la santona di un culto religioso.
La cantante dichiara che le sue canzoni contengono quello che lei chiama "etere", descritto come la materia stessa di cui è composto l'universo: assegna vari colori a vari tipi di etere (ad esempio la disperazione è "etere rosso", la speranza è "etere blu", eccetera), e quando parla delle sue canzoni lo fa in questi termini cromatici e non musicali.
Sul sito ufficiale di Lily Chou-Chou si trovavano due articoli tratti dal quotidiano Teito shinbun (帝都新聞? "Quotidiano della capitale imperiale") che riportano la notizia di un incidente occorso dopo un suo concerto: nel primo articolo si racconta del quindicenne Shūsuke Hoshino, morto calpestato dalla folla impazzita mentre cercava la cantante, mentre nel secondo si rivela che l'autopsia ha invece chiarito che il ragazzo era morto per via di una pugnalata ricevuta al cuore.

## Gruppo musicale

### Attività

#### Periodo 2000-2001
La BBS Lilyholic era dedicata alla cantante Lily Chou-Chou, inesistente, la cui musica era realizzata da un gruppo musicale composto da Iwai stesso come paroliere, dalla cantante Salyu come vocalist (al tempo non aveva ancora debuttato e la cui voce era quindi sconosciuta al pubblico), e dal musicista, compositore, arrangiatore e produttore discografico Takeshi Kobayashi, con cui Iwai aveva già lavorato per il suo film del 1996 Swallowtail. Le prime due canzoni scritte dal trio sono state Arabesque e Tobenai tsubasa.
Ad aprile e giugno del 2000 uscirono nei negozi rispettivamente i singoli Glide e Kyōmei (Kūkyo na ishi), mentre sui canali televisivi musicali venivano trasmessi i videoclip dei brani Glide, Kyōmei (Kūkyo na ishi) e Tobenai tsubasa, tutti diretti da Iwai. Nel giugno 2000 la cantante Salyu si è esibita in veste di Lily Chou-Chou nel programmi televisivi musicali Hey! Hey! Hey! Music Champ e Music Station eseguendo Kyōmei (Kūkyo na ishi). Infine, il gruppo ha pubblicato (sempre a nome di Lily Chou-Chou) l'album Kokyū nell'ottobre 2001, una settimana e mezzo dopo l'uscita del film al cinema, e con questo ha cessato la propria attività. Lo stesso film utilizzava le canzoni di Lily Chou-Chou nella sua colonna sonora, facendola conoscere a chi non aveva frequentato la BBS o letto il romanzo.

#### Dopo il 2001
Il film Lily Chou-Chou no subete ha avuto un grande successo e raggiunto immediatamente lo status di cult cinematografico, e con esso anche le canzoni che lo accompagnano.
Nel 2003 Quentin Tarantino ha utilizzato la canzone Kaifuku suru kizu nel suo film Kill Bill: Volume 1.
Salyu ha debuttato come cantante solista nel 2004 con il singolo VALON-1, versione solista del brano VALON registrato pochi mesi prima in duetto con il musicista Ilmari; questo brano, come tutti i brani della prima produzione solista di Salyu, è stato scritto, arrangiato e prodotto da Takeshi Kobayashi e presenta ancora forti influenze dallo stile di Lily Chou-Chou. Salyu ha recuperato alcuni brani di Lily Chou-Chou per il suo best of Merkmal del 2008 e per il relativo tour del 2009: nel primo sono incluse Hōwa e Glide, e in concerto ha eseguito Erotic, Glide, Hikōsen, Kaifuku suru kizu, Sight e Tobenai tsubasa.
Il 5 novembre 2010, in occasione del decennale del film Lily Chou-Chou no subete, la band si è riformata come trio composto da Salyu, Kobayashi e il chitarrista Yukio Nagoshi, senza il coinvolgimento diretto di Iwai. Sono stati aperti un nuovo sito anali social su YouTube, Twitter e Facebook. Una nuova versione della canzone Ether è stata distribuita come videoclip in esclusiva su MTV Japan il 1º dicembre, venduta come singolo digitale su iTunes il giorno 8, ed eseguita dal vivo il 15 presso il Nakano Sun Plaza nel concerto Lily chou-Chou Live "Ether" (Lily Chou-Chou Live“エーテル”?, Lily chou-Chou Live "Ēteru").
La band ha tenuto un grande concerto-evento insieme agli YEN TOWN BAND e a vari altri artisti sull'isola di Inu-jima dall'8 all'11 ottobre 2016. Il concerto, prodotto da Takeshi Kobayashi, riuniva le musiche presenti nei due film di Shunji Iwai Swallowtail e Lily Chou-Chou no subete, ed è stato filmato dal regista stesso per l'home video. Le due band hanno suonato nuovamente insieme nuovamente il 5 settembre 2017 al Reborn-Art Festival.

### Formazione
- Salyu: vocalist
- Takeshi Kobayashi (小林武史?): produttore, compositore, tastierista
- Yukio Nagoshi (名越由貴夫?): chitarra

#### Ex componenti
- Shunji Iwai: paroliere e direttore artistico

### Discografia

#### Singoli
- 19/04/2000 - Glide (グライド?, Guraido); AICT-1203
- 21/06/2000 - Kyōmei (Kūkyo na ishi) (共鳴（空虚な石）?); AICT-1236
- 10/2001 - Kokyū -Zensōkyoku- (呼吸-前奏曲-?); distribuito gratuitamente come gadget promozionale agli spettatori del film
- 08/12/2010 - Ether (エーテル?, Ēteru); audio disponibile solo su iTunes mobile, videoclip (a cui ha partecipato la pittrice Chihiro Mori) disponibile solo su YouTube.

#### Album
- 17/10/2001 - Kokyū (呼吸?); TOCT-24690

#### Brani non pubblicati
- 2001 - Sight; brano registrato per la colonna sonora del film Lily Chou-Chou no subete
- 15/12/2010 - My Memory

### Videografia

#### Blu-ray Disc
- 14/06/2017 - Ento kūkan in Inushima (円都空間 in 犬島?); concerto congiunto degli YEN TOWN BAND e dei Lily Chou-Chou prodotto da Takeshi Kobayashi e filmato da Shinji Iwai